# Friedrich von Brettreich

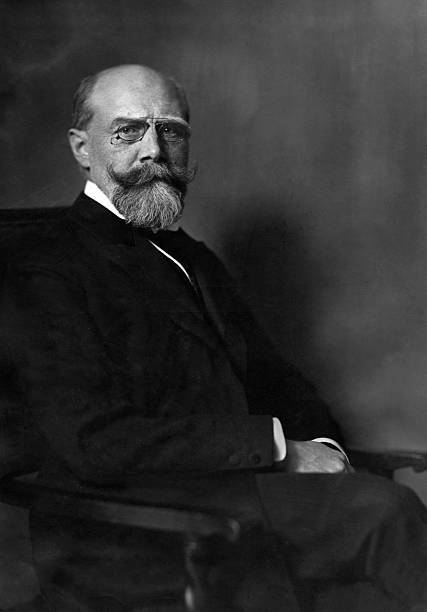
Friedrich von Brettreich, 1916

Maximilian Friedrich Brettreich, seit 1906 Ritter von Brettreich, (* 25. Dezember 1858 in Bamberg; † 21. März 1938 an Bord eines Schiffes vor Haifa) war ein deutscher Jurist und Politiker.

## Leben
Brettreich studierte von 1876 bis 1880 Rechtswissenschaft in Würzburg und wurde dort 1877 Mitglied des Corps Bavaria. Nach verschiedenen Stationen im bayerischen Verwaltungsdienst war er von 1905 bis 1907 Regierungspräsident der Oberpfalz und von Regensburg. Zwischenzeitlich hatte ihn Prinzregent Luitpold von Bayern 1906 mit dem Ritterkreuz des Verdienstordens der Bayerischen Krone beliehen. Damit verbunden war die Erhebung in den persönlichen Adelsstand und er durfte sich nach Eintragung in die Adelsmatrikel „Ritter von Brettreich“ nennen. 1907 holte ihn Ministerpräsident Freiherr von Podewils als Staatsminister des Innern in sein Kabinett, dem er zunächst bis 1912 und dann noch einmal von 1916 bis 1918 angehörte. Dazwischen war er von 1913 bis 1916 Regierungspräsident von Unterfranken und Aschaffenburg.

## Ehrungen
Brettreich ist Ehrenbürger von Würzburg (seit 1907), Regensburg (seit 1916) und Ruhpolding. In den genannten Orten sind Straßen nach ihm benannt.
Er war Mitglied des Corps Bavaria München.